# Submarino AS-28
El AS-28 es un minisubmarino de la marina rusa que pertenece al Proyecto 1855 Clase Priz (en ruso, Приз). Fue diseñado para operaciones de rescate submarino por el departamento de diseño Lazurit en Gorki. Mide 13.5 m de largo, 5.7 m de alto, y puede operar bajo una profundidad de hasta 1000 m. Fue modernizado entre 2006 y 2008 en Nizhni Nóvgorod.

## Accidente
El 5 de agosto de 2005, el vehículo de rescate de inmersión profunda AS-28 de la clase Priz de Rusia, mientras operaba frente a la costa de la península de Kamchatka, se enredó en una red de pesca, o posiblemente en cables pertenecientes a un conjunto de antena submarina, a una profundidad de 190 metros (600 pies). Incapaz de liberarse, el submarino se quedó atascado con un suministro de aire agotado.
La Armada rusa solicitó asistencia después de al menos 24 horas, mucho más rápido que su respuesta cuando el Kursk se hundió el 12 de agosto de 2000. Se sugirió que los rusos podrían haber pedido ayuda tan rápido esta vez, ya que estaban en un ejercicio reciente con las fuerzas de la OTAN para tal eventualidad. Después de un esfuerzo multinacional, un equipo de la Royal Navy utilizó un ROV Scorpio, que fue el único vehículo extranjero operado por control remoto que llegó y se desplegó a tiempo. Cortó con éxito los cables que habían enganchado al submarino mientras los barcos de superficie se habían retirado a una distancia segura. El 7 de agosto de 2005 a las 16:26 hora local (03:26 UTC), la espera llegó a su fin cuando la nave salió a la superficie con éxito. Los siete tripulantes estaban vivos y podían salir de la embarcación momentos después de salir a la superficie. Habían estado atrapados en la embarcación durante más de 76 horas y los rescatistas descubrieron que solo tenían suficiente oxígeno para durar como máximo 12 horas más. También estaban desesperadamente escasos de agua, de la cual sólo habían tomado tres o cuatro tragos al día.